# Viorel-Aurel Șerban
Viorel-Aurel Șerban (n. 18 octombrie 1954, Chișineu-Criș) este un inginer, rector al Universității Politehnica Timișoara în perioada 2012–2020.

## Studii
Între anii 1973–1978 s-a format ca inginer mecanic la la Instututul Politehnic Timișoara, specialitatea Tehnologia Construcțiilor de Mașini.
În anul 1992 a obținut titlul de doctor inginer cu teza Studii și cercetări asupra materialelor amorfe feroase cu proprietăți magnetice deosebite, sub îndrumarea lui Marin Trușculescu.
A urmat cursurile de specializare Tehnologii noi pentru materiale avansate (Universitatea Federico II (it), Napoli, 1997), Management (University of Tennessee (en), Knoxville, 1998), Manager de proiect (Ministerul Muncii, Familiei și Protecției Sociale, Ministerul Educației, Cercetării și Inovării, 2010), Formare în managementul universitar (Ministerul Educației, Cercetării și Inovării, 2011) și Management (Ministerul Muncii, Familiei și Protecției Sociale, Ministerul Educației, Cercetării și Inovării, 2014).

## Activitatea profesională
După absolvire, între 1978–1982 a lucrat ca inginer tehnolog la Uzinele Mecanice Timișoara și la Electrotimiș Timișoara. Între 1982–1992 a fost cercetător științific la Institutul de Cercetări Metalurgice București, filiala Timișoara și cadru didactic asociat la politehnică. În cadrul Universității Politehnica din Timișoara, Facultatea de Mecanică, catedra de Știința Materialelor și tratamente Termice a urcat toate gradele didactice: asistent (din 1982), șef de lucrări (din 1992), conferențiar (din 1996) și profesor (din 2000) și fost membru al Asociației Generale a Inginerilor din România
Principalul său domeniul de cercetare este cel al materialelor și tratamentelor termice neconvenționale.
A îndeplinit funcțiile de prodecan al Facultății de Mecanică (1996–2004), director al Centrului de Cercetare pentru Procesarea și Caracterizarea Materialelor Avansate (2007–2012), prorector (2004–2012) și rector al Politehnicii (din 2012).

## Lucrări publicate
- Materiale amorfe (1988, coautor)
- Ingineria materialelor (1998)
- Materiale metalice: Ghidul profesorului de educație tehnologică (2001)
- Știința și ingineria materialelor (2006, 2010, 2014)
- Peste 200 de lucrări științifice, dintre care circa 50 în circuitul ISI.